# Рікарда Функ
Рікарда Функ (нім. Ricarda Funk, нар. 15 квітня 1992) — німецька веслувальниця, олімпійська чемпіонка 2020 року.

## Виступи на Олімпіадах
| Олімпіада  | Дисципліна                | Місце |
| ---------- | ------------------------- | ----- |
| Токіо 2020 | байдарки-одиночки, слалом | 1     |
| Париж 2024 | байдарки-одиночка, слалом | 11    |
| Париж 2024 | байдарки-крос             | 14    |

## Зовнішні посилання
- Рікарда Функ на сайті International Canoe Federation (англійська)
- Рікарда Функ на сайті Olympics.com (англійська)
- Рікарда Функ на сайті Olympedia (англійська)
- Рікарда Функ на сайті German Olympic Committee (німецька)